# Thomisus mimae
Thomisus mimae är en spindelart som beskrevs av Nibedita Sen och C.C. Basu 1963. Thomisus mimae ingår i släktet Thomisus och familjen krabbspindlar. Inga underarter finns listade i Catalogue of Life.